# احسان الجابری
احسان‌الله عبدالقادر الجابری (۱۸۷۹ – ۸ مارس ۱۹۸۰) سیاست‌مدار سوری بود. او در حلب به دنیا آمد و در آنجا و استانبول تحصیل کرد. دو سال به وکالت پرداخت و به عنوان کارمند در پایتخت امپراتوری عثمانی، استانبول، خدمت می‌کرد. در مناصب خود ترقی کرد و به شهرت رسید و امیر سِر محمد پنجم و سپس محمد ششم شد. به هنگام برپایی پادشاهی عربی سوریه در ۱۹۱۸–۱۹۱۹ به شهرداری حلب و منشی ارشد ملک فیصل اول منصوب شد. پس از نبرد میسلون در ۲۳ ژانویه ۱۹۲۰، سوریه را ترک کرد. مقامات قیمومیت فرانسه او را به اعدام محکوم و اموالش را مصادره کردند. او در اروپا اقامت کرد و برای استقلال کشورش تلاش کرد و با شکیب ارسلان و ریاض الصلح همکاری نمود. در سال ۱۹۲۳ مخفیانه وارد سوریه شد و مدتی ماندگار شد و سپس به ترکیه و سوئیس گریخت. مجلهٔ «مردم عرب» را به زبانی عربی به صورت مشترک در ژنو منتشر کرد. در سال ۱۹۳۷ به کشورش بازگشت و فرماندار لاذقیه و نمایندهٔ مجلس شد. پس از سقوط جمهوری متحد عربی در ۱۹۶۱ از سیاست بازنشسته شد. سال‌های بعد در قاهره اقامت گزید و در آنجا درگذشت.

## زندگی و پیشه
احسان‌الله بن عبدالقادر لطفی الجابری در سال ۱۸۷۹ میلادی در شهر حلب، ولایت حلب، امپراتوری عثمانی، به دنیا آمد. پدرش مفتی حلب بود. اولین تحصیلات خود را در شهر حلب در مدارس ابتدایی و رشیدیه گذراند. او به استانبول رفت، در مدرسه مقدماتی درس خواند و با جوانان عرب آنجا کار کرد. وی از دانشکدهٔ حقوق در مقطع دکترا با رتبهٔ بالاترین فارغ‌التحصیل شد.
او از سال ۱۹۰۲ تا ۱۹۰۴ در استانبول وکالت کرد و در این مدت برندهٔ جایزه‌ای در شعر ترکی شد. با نهادهای سیاسی و انجمن‌های ملی عربی که خواستار استقلال کشورهای عربی بودند، تماس داشت.وی به اتهام دریافت نامه‌هایی از سوی عبدالرحمن کواکبی و برخی سازمان‌های عربی ضد امپراتوری عثمانی به مدت شش ماه در زندان بود. سپس به واسطهٔ برادر همسرش، الکورانی، از ناظر امور داخلی، به ادارهٔ ترجمهٔ ژاندارمری جابجا شد. در مناصب خود بالاتر رفت تا اینکه رئیس و بازرس هماهنگی و سازمان‌های پلیس عمومی شد.او به دبیرخانه سلطان ارتقا یافت و در آنجا پانزده روز به عبدالحمید دوم، هشت سال به محمد پنجم و سه سال و نیم به محمد ششم خدمت کرد. از این طریق توانست اسرار دولتی را جمع‌آوری کند به ویژه اینکه حافظه‌ای قوی داشت و روز به روز خاطرات خود را می‌نوشت. اهمیت آن خاطرات به حدی بود که در سال ۱۹۳۵ مبلغ شصت هزار دلار به او پیشنهاد شد، اما او نپذیرفت. این یادداشت‌ها در خانهٔ او در قاهره در زمان غیبت او در حلب از بین رفت. او تحت فشار دوستانش دوباره سعی کرد آن را بازنویسی کند و خاطرات را تا سال ۱۹۲۷ ادامه داد. این بازنوشته‌ها در حالی که او با کشتی از بیروت به اسکندریه می‌رفت، دزدیده شدند.
در سال ۱۹۱۳ در کنفرانس پاریس شرکت داشت که تصمیمات مهمی اتخاذ کردند که شامل مطالبات و حقوق عرب‌های امپراتوری عثمانی بود.او ثروتی از شغل خود به دست آورد که او را قادر ساخت که پس از سرنگونی امپراتوری عثمانی، آزادانه در عرصهٔ سیاست، با گردش در اروپا و کشورهای عربی فعالیت کند. او مستقیماً به دعوت شاهزاده فیصل به سوریه بازگشت. وی ریاست شهرداری حلب را برعهده گرفت و سپس به عنوان عضوی از مجلس شورا به عنوان دبیر ارشد و رئیس دفتر فیصل در همان زمان در ۸ مارس ۱۹۲۰ در اعلامیه استقلال پادشاهی عربی سوریه شرکت کرد. الجابری در نبرد میسلون در سال ۱۹۲۰ شرکت کرد. او در ۲۷ ژوئیه ۱۹۲۰ به همراه فیصل سوریه را ترک کرد و یک سال کامل در اروپا ماند؛ پس از آن از ملک فیصل جدا شد، زیرا وی سرپرستی بریتانیا در عراق را پذیرفت و او را به عنوان پادشاه آن کشور منصوب کردند. فرانسوی‌ها الجابری را به اعدام محکوم کردند و اموالش را تصرف کردند، بنابراین او در اروپا اقامت کرد و برای استقلال کشورش تلاش کرد.
وی در کنفرانس سوری-فلسطینی که در ژنو در ۲۱ سپتامبر ۱۹۲۱ برگزار شد به عنوان عضو هیئت دائمی دفاع از مسئلهٔ فلسطین انتخاب شد، به همراه شکیب ارسلان و سلیمان کنعان که پس از مرگ کنعان، ریاض الصلح انتخاب شد.در سال ۱۹۲۳ به دعوت شریف حسین، الجابری به امان سفر کرد و در آنجا در کنفرانس عرب شرکت کرد و توانست وارد سوریه شود. انجمن حقوق بشر را تأسیس کرد که از آن حزب خلق و پس از آن تشکل ملی پدید آمد. در نتیجهٔ این فعالیت، مقامات قیمومیت فرانسه سعی کردند او را دستگیر کنند، اما او موفق شد به ترکیه بگریزد. مقامات فرانسوی برای بار دوم او را به اعدام محکوم کردند و او ترکیه را به مقصد سوئیس ترک کرد و تا سال ۱۹۲۶ در آنجا ماند.او به همراه لطف‌الله و شکیب ارسلان برای انعقاد معاهده به پاریس دعوت شد و در واقع توافق صورت گرفت، اما روی کار آمدن ریمون پوانکاره باعث تأخیر در کار شد و به همین دلیل به سوئیس بازگشت. در ژنو به همراه شکیب ارسلان مجله‌ای فرانسوی‌زبان با عنوان «مردم عرب» برای دفاع از حقوق عرب‌ها و دفاع از سوریه منتشر کرد.
پس از انعقاد معاهده ۱۹۳۶ بین دولت سوریه و فرانسه و صدور عفو عمومی، او در سال ۱۹۳۷ به سوریه بازگشت و دو ماه پس از ورود به فرمانداری لاذقیه منصوب شد. او نزدیک به دو سال در آنجا ماند و با مقامات درگیر شد. در پایان دوران ملی دستگیر شد و اقامت اجباری وی در لبنان در عینطوره به مدت چهار سال تعیین شد. پس از مرگ برادرش، سعدالله الجابری، به عنوان نمایندهٔ حلب انتخاب شد و در رأس فهرست میهن‌گرایان قرار گرفت و به عنوان رئیس کمیته امور خارجی انتخاب شد و در تمام مدت دوره خود در آن کمیته باقی ماند. او در سال ۱۹۵۴ مجدداً انتخاب شد و تا زمان اتحاد مصر و سوریه رهبری جامعهٔ ملّی را بر عهده داشت و ریاست اتحادیهٔ کشورهای عربی که در قاهره بین جمهوری عربی متحده و یمن تأسیس شد، را برعهده گرفت.
پس از بازنشستگی از سیاست، در قاهره اقامت گزید. در آنجا در روز ۸ مارس ۱۹۸۰ درگذشت. پیکرش در ۱۱ مارس ۱۹۸۰ با هواپیما به امان و از آنجا به صورت هوایی به حلب منتقل شد و در آنجا به خاک سپرده شد.

## زندگی شخصی
او یک دختر داشت که با وصفی التل، سیاستمدار اردنی ازدواج کرده است.